# I. e. 107
Évszázadok: i. e. 3. század – i. e. 2. század – i. e. 1. század
Évtizedek: i. e. 150-es évek – i. e. 140-es évek – i. e. 130-as évek – i. e. 120-as évek – i. e. 110-es évek – i. e. 100-as évek – i. e. 90-es évek – i. e. 80-as évek – i. e. 70-es évek – i. e. 60-as évek – i. e. 50-es évek
Évek: i. e. 112 – i. e. 111 – i. e. 110 – i. e. 109 –  i. e. 108 – i. e. 107 – i. e. 106 – i. e. 105 – i. e. 104 – i. e. 103 – i. e. 102

## Események

### Róma
- Lucius Cassius Longinust és Caius Mariust választják consulnak.
- A szenátus Észak-Afrikában a Jugurtha elleni háborúban meghosszabbítja Quintus Caecilius Metellus parancsnoki megbízatását. Marius (aki korábban már szolgált Metellus alatt a háborúban) maga akarja átvenni a hadműveletek irányítását, ezért a népgyűléssel érvénytelenítteti a szenátusi határozatot.
- Marius komoly emberhiánnyal küzd, ezért reformokat vezet be a hadsereg szervezésében. Korábban a római hadseregben csak földbirtokosok szolgálhattak, ám a birodalom terjeszkedésével dominánssá váltak a rabszolgák által megművelt hatalmas latifundiumok, a kisbirtokosok elvesztették vagyonukat és a városi szegények számát gyarapították. Marius a szegényeknek többéves szerződéssel megélhetési lehetőséget nyújt és egyúttal jelentősen megnöveli a rendelkezésre álló katonák számát.
- Marius (és lovassági parancsnoka, Lucius Cornelius Sulla) Numidiában igyekszik Jugurtha ellátási forrásait elfoglalni vagy megsemmisíteni, mert a római nehézgyalogság nem boldogul a gyors mozgású, gerillataktikát alkalmazó numida lovasokkal.
- Jugurtha a getuliai berberek és apósa, Bocchus mauretaniai király segítségével visszafoglalja a rómaiak által megszállt területek egy részét.
- Lucius Cassius Longinus a kimberek és teutonok elleni háborúban Tolosa mellett megfutamítja a nagy létszámfölényben lévő germánokat és a hozzájuk csatlakozott kelta helvéteket. Ezután a megerődített Burdigala alá vonul, de útközben meglepik a barbárok és a véres csatában tízezer emberével együtt maga a consul is elesik. A maradék római sereg a szabad elvonulásért cserébe átadja készleteit és megaláztatásképpen iga alatt hajtják át őket.
- Caius Caelius Caldus néptribunus elfogadtatja a Lex Caelia tabellariát, amely a hazaárulási perekben bevezeti a titkos szavazást.

### Hellenisztikus birodalmak
- Egyiptomban III. Kleopátra elűzi addigi uralkodótársát, idősebbik fiát, IX. Ptolemaioszt és visszahívja a Ciprusra küldött fiatalabb fiát, X. Ptolemaioszt. IX. Ptolemaiosz kénytelen Alexandriában hagyni feleségét (nővérét, Kleopátra Szelénét, akit X. Ptolemaiosz ezután feleségül vesz) és két fiát és Ciprusra menekül, ahol azonban a Kleopátrához hű erők elűzik és továbbmenekül Szíriába.

## Halálozások
- Lucius Cassius Longinus, római consul

## Fordítás
- Ez a szócikk részben vagy egészben  a(z)   107 av. J.-C. című francia Wikipédia-szócikk ezen változatának fordításán alapul.  Az eredeti cikk szerkesztőit annak laptörténete sorolja fel. Ez a jelzés csupán a megfogalmazás eredetét és a szerzői jogokat jelzi, nem szolgál a cikkben szereplő információk forrásmegjelöléseként.